# Banana split
El banana split són unes darreries que es va posar de moda a principi del segle xx, tot i que no se sap amb certesa quan qui en va crear la recepta. Els estats nord-americans de Pennsilvània, Massachusetts i Ohio diuen ser els primers on es van servir aquestes famoses postres.

## Història
El Banana Split tindria el seu origen el 1904 a Latrobe, a l'estat de Pennsilvània als Estats Units, quan un jove de 23 anys, de nom David E. Strickler va inventar un triple gelat sobre una base de plàtan que va començar a vendre al preu de 10 centaus (el doble que un gelat normal) a les persones del Saint Vicent College. S'hi celebra cada any la festa del Banana Split (Banana Split Celebration).
Hi ha una altra ciutat, Willmington (Ohio), que pretén ser el lloc on va néixer la recepta original el 1907 a partir d'un concurs de rebosteria per a escollir unes noves postres per a atraure estudiants del Wilmington College. Tot i que Latrobe és generalment considerat el lloc de naixement de les postres, encara hi ha disputa, ja que cap de les dues ciutats tenen prou proves per a demostrar el seu origen.